# Východotimorské centavové mince
Americký dolar je jediným zákonným platidlem Východního Timoru od roku 2000. V tomto roce přešlo území Východního Timoru pod správu Spojených národů a dolar nahradil do té doby používanou indonéskou rupii. Od roku 2003 vydává východotimorská centrální banka vlastní mince.
V každodenním platebním styku se používají výhradně východotimorské mince. Místní mince nemají svůj vlastní ISO kód.

## Nominální hodnoty
Smlouva mezi Východním Timorem a Spojenými státy americkými upravuje vztah mezi východotimorskými oběžnými mincemi a americkými: Jeden dolar je tvořen stem východotimorských „centavos“. Východotimorské mince mají stejné nominální hodnoty jako mince centu dolaru (1, 5, 10, 25, 50 a 100 centavos) plus mince 200 centavů.
| Hodnota      | Váha mince [g] | Průměr mince [mm] | Materiál                                  | Motiv rubové strany                             | Vyobrazení   |
| ------------ | -------------- | ----------------- | ----------------------------------------- | ----------------------------------------------- | ------------ |
| 1 centavo    | 3,10           | 17,00             | poniklovaná ocel                          | loděnka                                         | 1 centavo    |
| 5 centavos   | 4,10           | 18,75             | poniklovaná ocel                          | rýže                                            | 5 centavos   |
| 10 centavos  | 5,20           | 20,75             | poniklovaná ocel                          | kohout                                          | 10 centavos  |
| 25 centavos  | 5,85           | 21,25             | alpaka                                    | tradiční místní loď                             | 25 centavos  |
| 50 centavos  | 6,50           | 25,00             | alpaka                                    | kávovník                                        | 50 centavos  |
| 100 centavos | 7,25           | 23,75             | vnitřní bílý mědinikl vnější žlutý alpaka | Boaventura, král Timoru na počátku 20. století  | 100 centavos |
| 200 centavos | 8,46           | 25,50             | vnitřní mosaz vnější bílý mědinikl        | buvol na rýžovém poli s horou Matebian v pozadí | 200 centavos |